# Associação Brasileira de Assistência e Desenvolvimento Social
A Associação Brasileira de Assistência e Desenvolvimento Social (ABADS), conhecida anteriormente como Sociedade Pestalozzi de São Paulo, é uma entidade filantrópica brasileira que presta auxílio as pessoas com deficiência intelectual. Inaugurada em 1952, atua no bairro de Vila Guilherme, São Paulo, SP. A instituição não tem fins lucrativos.
A missão da associação é oferecer programas e serviços especializados nas áreas da Saúde, Educação e Emprego Apoiado.  Objetiva atender crianças e jovens com deficiência intelectual de 0 a 22 anos, oferecendo processo terapêutico e educacional aos autistas, visando a incentivar o exercício da cidadania – sob o paradigma – da inclusão social
O Centro de Diagnóstico e Tratamento da associação é responsável pelos serviços de saúde. Conta com uma equipe multidisciplinar, composta por: assistente social, dentista, fisioterapeuta, fonoaudiólogo, gerenciadora de casos, musicoterapeuta, neuropediatra, pedagoga, psicólogo, psiquiatra, terapeuta familiar, terapeuta ocupacional.
A Escola ABADS é responsável pelos serviços educacionais da entidade. Baseia-se na metodologia de projetos, no reconhecimento da diversidade e na elaboração do conhecimento pelos próprios alunos através das diferentes linguagens voltados para o ensino fundamental I da 1ª  à 4ª série primaria, e conta com oficinas de artes, aulas de informática, atividades esportivas, e de danças, e ainda: arte terapia, brinquedoteca, musicoterapia, rotinas da vida diária.
A Unidade de Educação Profissional atende adolescentes com deficiência intelectual com idade entre 16 e 22 anos, oferecendo oficinas e cursos de capacitação profissional. Um dos principais objetivos desta unidade é promover a qualificação profissional e colocação no mercado de trabalho de jovens com deficiência intelectual, através da metodologia do emprego apoiado, visando promover efetiva inclusão e autonomia deste jovem.

## Principais pessoas
- Ana Maria Poppovic: destacou-se como psicóloga e educadora. Formada em pedagogia pela Faculdade de Filosofia Sedes Sapientiae, em São Paulo, sua relação com a psicologia evidenciou-se no início dos anos 50, ao atuar na Sociedade Pestalozzi de São Paulo, objetivando o atendimento a crianças excepcionais em 1953.
- Sônia Ribeiro: radialista, apresentadora de televisão e atriz brasileira. Foi presidente de honra da Sociedade Pestalozzi de São Paulo, nos anos sessenta.
- Márcia Rocha: empresária brasileira foi presidente da Sociedade Pestalozzi de São Paulo, de 2006 a 2009.
- Grace Pereira: empresária brasileira e radialista. É a atual Presidente da ABADS (antiga Pestalozzi de São Paulo).